# Sven van de Kerkhof
Sven van de Kerkhof (Geldrop, 17 januari 1995) is een Nederlandse voetballer die als verdediger speelt. 
Hij speelde in de jeugdopleidingen van Geldrop/AEK, Helmond Sport en PSV. 
Van de Kerkhof maakte zijn debuut in het betaald voetbal voor FC Eindhoven op 24 augustus 2012 als invaller voor Joep Zweegers in de met 2–1 gewonnen wedstrijd tegen SC Cambuur. In 2013 keerde hij terug bij Helmond Sport. In 2016 ging hij in België voor KFC Esperanza Pelt spelen en in 2018 ging hij naar VC Herentals. Een jaar later ging hij naar KFC Esperanza Pelt.

## Carrière
| Seizoen | Club          | Wedstrijden | Doelpunten | Competitie     |
| ------- | ------------- | ----------- | ---------- | -------------- |
| 2012/13 | FC Eindhoven  | 10          | 0          | Eerste divisie |
| 2013/14 | Helmond Sport | 1           | 0          | Eerste divisie |
| 2014/15 | Helmond Sport | 22          | 0          | Eerste divisie |
| 2015/16 | Helmond Sport | 4           | 0          | Eerste divisie |
| Totaal  |               | 37          | 0          |                |